# 路易十六的審判
路易十六的審判是指在1792年12月10日至12月16日之間，法蘭西第一共和國國民公會對前國王路易十六展開的審判。1792年8月10日，法蘭西王國爆發八月十日事件，國王路易十六正式遭到廢黜，並與家人囚禁在聖殿騎士團堡壘聖殿塔。9月20日，經選舉產生的國民公會宣布永久廢除君主制，建立法蘭西第一共和國。不過這時對於路易十六的處置尚未有定論。11月20日，由於衣櫃鐵寶箱存放的秘密文件遭到洩漏，證實路易十六與哈布斯堡君主國、普魯士王國接觸，因而遭到質疑犯下背叛國家罪。
其後國民公會代表決定在巴黎杜樂麗宮展開針對路易十六的審判，並以背叛國家罪、陰謀背叛國家、及多次企圖危害國家安全等罪行起訴。由於路易十六的頭銜均遭到取消，因此以法國公民路易·卡佩這個名字接受審判。在審判期間，紀堯姆-克雷蒂安·德·拉穆瓦尼翁·德·馬勒澤布、弗杭索瓦·丹尼斯·特龍謝、雷蒙·德塞茲等人擔任路易十六的辯護人。
1793年1月15日，國民公會投票通過，以犯下背叛國家罪等罪行為由，判處路易十六死刑。其中在國民公會721名代表中，有387名代表支持處決路易十六，334名代表反對判處死刑。1793年1月21日，路易十六被送上革命廣場的斷頭臺執行判決。這次審判是法國大革命的關鍵事件，由於是第一次有國王遭到處決，因此也是歷史上最受矚目的審判之一。